# Platytomus longulus
Platytomus longulus är en skalbaggsart som beskrevs av Cartwright 1948. Platytomus longulus ingår i släktet Platytomus och familjen Aphodiidae. Inga underarter finns listade i Catalogue of Life.